# Famille De Bagnaia
 (août 2024).
Si vous disposez d'ouvrages ou d'articles de référence ou si vous connaissez des sites web de qualité traitant du thème abordé ici, merci de compléter l'article en donnant les références utiles à sa vérifiabilité et en les liant à la section « Notes et références ».
La famille de Bagnaia est une puissante famille aristocratique de Corse au Moyen Âge, dès le XIe siècle. Elle a donné la lignée des Bagnaninchi, seigneurs dans le Nord-est de l'île, dans le « Deça des Monts ».

## Origine des Bagnaia
Les Bagnaia (ou Bagnaria) sont originaires du village de Borgo Bagnaia, un habitat à l'époque placé sous la domination du castrum de Stella, construit sur le sommet éponyme de 1 024 m qui surplombe le village, ainsi que la vieille cité de Mariana sur le littoral. Dans un acte de 1247 les textes ne parlent que d'un palatium cum turribus et domibus sans aucune villa.
Même si la présence d'un palais dénote son importance, il n'est pas le centre de la grande seigneurie qui se trouvait alors à Biguglia, castrum plus récemment édifié. 
Cette famille aristocratique locale a servi Pise maîtresse de l'île durant trois siècles. En effet, les Pisans se sont appliqués à mettre en place ou à renforcer la puissance des seigneurs insulaires tout en cherchant à les garder sous leur tutelle.
Les actifs sires de Bagnaria, enrichis dans le commerce de vins, bois, poissons de Chjurlinu, etc. deviennent une puissante famille dès 1130. Promus seigneurs, ils construisent un castello à Belgodère d'Orto dit plus tard « Belgodère de Bagnaia ».

## Les seigneurs De Bagnaia
La documentation écrite révèle l'existence, dès la fin du XIe siècle, d'un grand nombre d'édifices de culte privés, aux mains des riches propriétaires terriens, notamment de la famille De Bagnaia. 
En 1133, la Corse est partagée entre l'archevêché de Pise et celui de Gênes. Malgré l'attribution du diocèse d'Aléria à Pise, le nord revenant dans sa grande majorité à la cité ligure. 
En 1144 les Bagnaia apparaissent comme témoins de donations importantes ; mais ce n'est qu'à partir de 1189 que Ranieri offre de nombreuses terres et églises à l'abbaye de la Gorgone.
Généreux donateurs, les seigneurs de Bagnaia ont offert aux moines de l'abbaye de San Gorgonio en 1189 et 1260, quatre lieux de culte avec leurs dépendances - vignes, vergers, emblavures, jardins, pâturages ... - ou situés à proximité des terres cultivée qui sont mentionnées dans ces documents, telle San Michele in Borgo avec cette « lentia una de castagneto bona et grande » que Ranieri de Bagnaia offre en 1189 à l'abbaye de la Gorgone.
En 1174 La branche issue d'Oberto, fils d'Alberto Corso, s'engage alors dans le camp pisan et y reste fidèle durant plusieurs décennies.
En 1189, Petrus de Bagnaia est prêtre. Iohannes, également de la famille de Bagnaia, est chanoine en 1289. 
Durant la période seconde moitié du XIIe siècle - milieu du XIIIe siècle, le système féodal se met en place sur l'île. Pise entretient des alliances avec de puissantes familles seigneuriales. En 1247 l'importante famille De Bagnaia de l'aristocratie locale renouvelle son serment de fidélité envers la Commune toscane.
Avant 1247, les seigneurs de Bagnaia ont en partie absorbé les petites seigneuries qui ont émergé autour de la curtis de l'évêque de Nebbio, probablement dans le courant de la seconde moitié du XIIe siècle ou du tout début du XIIIe siècle.
Au tout début du XIIe siècle, deux grands lignages sont implantés dans la Marana :
- les Bagnaia qui, en 1247, exercent le contrôle de la région englobant la basse vallée du Golo et toute la zone délimitée par le Golo, la mer, la crique de Lavasina et la chaîne montagneuse de Stella.
- les Aschesi de Furiani qui n'ont pas connu la gloire et la puissance des Bagnaia.

D'après Giovanni della Grossa, Orlando (de la seigneurie des Loreto de Nebbio), un « cavaliero molto honorato », en conflit avec les seigneurs de Bagnaia à propos de droits sur l'étang de Cerlino, fut assassiné par le clan adverse avant 1264.
En 1284 a lieu la bataille navale de Meloria ; Enrico Da Mare amiral génois défait la marine pisane. La Corse devient la propriété de Gênes.
Avant 1289, les petites seigneuries du Nebbio précédemment absorbées par les De Bagnaia, sont récupérées et englobées dans la nouvelle seigneurie de Giovanninello de Loreto.
Entre le 28 juillet et le 5 août 1289 l'autorité génoise désigne les gonfaloniers de plusieurs pièves et possessions. Brunum de Casseta devient le magistrat pour la possession de Bagnaia de la piève de Bigorno et de Biguglia. La piève de Bigorno constituait la limite ouest de la seigneurie des Bagnaia en 1247.
En 1324-1325, Castruccio Castracani énumère dix-sept familles ou clans dominant l'île, en les divisant en deux groupes. Parmi les plus importants, il cite les « Bagnaninchi ».

## Filiation
```
Roboano (1144)
[
5
]

  │  
  └──Ranieri (1189)
       │  
       ├──Guidoni († av. 1247)
       │    │
       │    └──Mezzolombardo (1247)
       │
       ├──Ildebrando († av. 1247)
       │    │
       │    └──Ildebrando (1247)
       │
       ├──Cacciabatis († av. 1247)
       │    │
       │    ├──Alberto (1247-1280)
       │    │
       │    └──Tedicio
       │
       └──Ranieri († av. 1247)
            │
            └──Ranieri (1260)
                 │ 
                 ├──Iohanne (1272-1289)
                 │     
                 ├──Ranieri (1318)
                 │
                 ├──Iohanne (1344) 
                 │
                 └──Antone (1386)
```

## La seigneurie De Bagnaia
Avant la seconde moitié du XIIIe siècle, la seigneurie s'étendait de Lavasina au Golo et de la mer à Canavaggia, soit les pievi d'Orto, de Bigorno et de Sant' Appiano, débordant même sur l'évêché de Nebbio. Dans la partie septentrionale, les « Bagnaninchi » sont confrontés à des pressions militaires de la part des Avogari dont ils sont séparés par la piève de Lota, au nord de la plaine de la Marana et qui ne possède pas de fortification. Cette zone tampon entre la terra des Bagnaia et celle des Avogari, comporte un habitat resté dispersé en hameaux répartis uniformément sur tout le territoire. En revanche dans la piève d'Orto, la population est concentrée dans la moitié sud, autour de la plaine de la Marana et de l'étang. À l'ouest, les Bagnaia sont pressés par Giovanninello de Loreto, qui conduit une conquête territoriale en direction de l'est et du nord-est de leur fief.
En 1247, Alberto de Bagnaia, fils de feu Cacciabatis, jure fidélité au podestat Marino de Ebulo, représentant de la commune de Pise. Il s'agit, en fait, d'un renouvellement car les majores et antecessores d'Alberto ont toujours détenu ces biens à titre de fief de la commune de Pise.
Alberto intervient ici en son nom et en celui de 24 autres personnes. Celles-ci se divisent en deux groupes qui semblent organisés sur la base d'un consortium familial étroit, réunissant deux à quatre personnes dont chacune est à la tête d'un rameau du lignage : 
- les membres de la famille d'Alberto de Bagnaia, parmi lesquels on compte son frère Tedicio et trois autres personnages qui sont très probablement les fils aînés de ses oncles, Ranieri, Ildebrando et Mezolombardo ;
- les fidèles d'Alberto et de ceux de Bagnaia[7]. Ces fidèles appartiennent à six lignages différents . Pour chacun d'eux plusieurs prénoms sont donnés, à l'exception de la famille de Montechiaro qui n'est représentée que par un seul personnage, Uberto. Comme pour les Bagnaia, les liens de parenté ne sont pas explicités en dehors des fratries. Très probablement s'agit-il encore une fois de cousins germains[5].

« Le 15 août 1289, ce sont également cinq personnages, tous portant le nom de Bagnaia et omnes domini Bagnaire de insula Corsice, qui jurent fidélité en même temps à la commune de Gênes. Parmi eux se trouve un Guiduzurello que nous retrouvons dans un acte similaire, rédigé le même jour, dans lequel il s'engage en tant que châtelain et podestat du castrum de Belgodere ; il est qualifié de dominus in partem totius terre Bagnaire - Daniel Istria 2005 ».
Ces documents indiquent qu'il s'agit là d'une co-seigneurie à la tête de laquelle se trouvent les membres d'une unique famille. Le patrimoine familial semble ne pas être divisé mais confié en gestion aux hommes des différents rameaux du lignage. Dans le cas du serment de 1247, un seul personnage, Alberto, représente l'ensemble du consortium de Bagnaia et des fidèles. Un accord passé en 1336 entre des marchands pisans, les nobles de Bagnaia et les hommes qui en dépendent, fait état de cette association, mais renseigne indirectement aussi sur le statut de ces fidèles : ... domini de Bagnaia et eus consortes atque eus fideles i vassallus i alius omnes .... Il y a entre les seigneurs de Bagnaia et les fidèles qui sont nobles, un lien très fort qui doit, toutefois, être différencié de celui des vassaux ordinaires. Rien ne permet de penser qu'il existe une quelconque parenté de sang entre ces lignages mais on ne peut exclure que le mariage puisse constituer le ciment de cette fidélité. Peut-être pouvons-nous considérer, comme l'a fait P. Brancoli Busdraghi pour la Toscane, que ces fidèles sont simplement des régisseurs, des sergents, des castaldi, à qui étaient confiés des châteaux et des charges de commandement.
En revanche, les homines, contrairement aux fidèles, sont les hommes du seigneur, ses vassaux, de condition inférieure par rapport aux précédents. Ils sont assujettis au château, et sont tenus de faire la guerre avec Alberto et tous les suprascripti nobiles contre les ennemis, présents et futurs de la commune de Pise. Dans ce cas, ces homines semblent bien être les vassaux des domini constituant le consortium et qui, eux seuls conservent le privilège de mener des expéditions militaires à cheval dans toute l'île, selon la volonté des représentants de la commune de Pise. 
Ainsi, se dessine la hiérarchie suivante : Alberto de Bagnaia, les membres de la famille Bagnaia, fideles, hominibus-vassalus, personis, formulée dans la phrase d'introduction de l'énumération des biens en 1247.

## Les fortifications
Le serment de fidélité d'Alberto de Bagnaia juré en 1247 et celui de Giovanninello de Loreto passé en 1289, donnent des listes des castra situées dans ces vastes seigneuries, ce qui permet de constater que, vers 1250, la plus grande partie des châteaux sont déjà construits. En 1247, la seigneurie des Bagnaia possédait les châteaux de Patrimonio, Furiani, Biguglia, Croce, Stella et Metechiaro.
Dans les documents de l'époque, les châteaux appartenant à un même seigneur sont listés selon un ordre précis qui suggère une hiérarchie à l'intérieur de la terra. Dans le serment daté de 1247, non seulement les fortifications appartenant aux Bagnaia sont citées avant celles de leurs fidèles, mais la première à être mentionnée est Biguglia, avant même Borgo Bagnaia et son palatium qui en fait, est un castrum.
Plus tard, la mise en place des fortifications de frontière sur le territoire des Bagnaia encore fidèle à Pise, semble étroitement liée aux essais de conquête territoriale conduits par Giovanninello de Loreto, en direction de l'est et du nord-est, et des Avogari, vers le sud, ces deux familles étant pro-génoises.

### Castrum de Biguglia
Biguglia est l'une des plus importantes forteresses du nord de l'île aux XIIIe et XIVe siècles. C'est la seule que Luchetto Doria assiège en 1289 et où il s'installe pour recevoir les serments de fidélité des seigneurs de la région. Quelques décennies plus tard, Arrigo della Rocca s'y fera proclamer comte de Corse. Elle est aussi utilisée comme siège de justice au moment de la révolte de 1358. Enfin, elle abrite la première résidence des gouverneurs génois de l'île avant son transfert dans la fondation voisine de Bastia. L'évêque de Mariana y possède également sa résidence au XIVe siècle.
Avec Furiani, Biguglia est l'un des deux gros castra du fief qui concentrent une bonne partie de la population de la piève d'Orto. 

### Borgo Bagnaia
Vers le milieu du XIIIe siècle, l'habitat de Bagnaia, perché sur un immense éperon qui surplombe la vieille cité de Mariana et sa cathédrale, est un centre résidentiel constitué d'un palatium, de plusieurs tours et de maisons ; mais à aucun moment il n'est qualifié de castrum.
Les textes ne parlent que d'un palatium cum turribus et domibus dans un acte de 1247 et, contrairement aux castra mentionnés dans ce même document, ce village, berceau de la famille des Bagnaia, ne possède aucune villa. Malgré la présence d'un palais (palatium), il n'est pas le centre de la grande seigneurie, qui se trouve à Biguglia, castrum récemment édifié. 
Il est perché sur un immense éperon qui surplombe la vieille cité de Mariana et sa cathédrale.

### Castello Belgodere de Bagnaia
Belgodere de Bagnaia (ou Belgodere de Bagnaria) est mentionné pour la première fois en 1289 lorsqu'il fut réquisitionné par Luchetto Doria.
Pour contrer l'avancée des Avogari au nord de la seigneurie, les Bagnaia édifient, entre 1248 et 1289, la nouvelle fortification de frontière, le castello de Belgodere qui est le pendant de Petrabugno, de l'autre côté du ruisseau séparant les deux pievi d'Orto et de Lota. Le site de l'implantation du château sur des hauteurs naturelles est en relation directe avec un mouillage.
La fortification est située sur une colline, à 2,7 km du château de Petrabugno, à 2,8 km de celui de Montebello et à 800 m de l'anse de Figaiola. Très vite L'habitat de Belgodere de Bagnaia se développe avec Sant' Antonio, un édifice de culte extérieur au castello.
D'après les documents, le 15 août 1289 Guiduzurello (Guiduzurellus) de Bagnaia en était le châtelain et podestat. 

### Tour de Montechiaro
La tour de Montechiaro, mentionnée pour la première fois en 1247 et appartenant à Uberto un fidèle d'Alberto de Bagnaia à la tête d'un petit lignage portant le même nom que la fortification. « Très probablement s'agit-il encore une fois de cousins germains. – Daniel Istria ».
Elle est située au sud du fief, à Petra Ginepera, sur un pointement rocheux permettant d'exercer un contrôle visuel sur les hameaux des villages actuels de Lento, Bigorno et Campitello, mais aussi sur toute la zone de Locchia, soit la partie la plus occidentale de la piève de Bigorno qui constitue aussi la limite ouest de la seigneurie des Bagnaia en 1247. Présence de la chapelle romane Sant' Agostino de Locchia (seconde moitié XIIe siècle environ) située à 600 m au sud-ouest du château. 

### Castello de Croce
Les seigneurs de Croce étaient au XIe siècle de riches propriétaires terriens. Cette familles offre leurs biens aux abbayes de la Gorgone et de San Venerio del Tino. 
Le 4 mai 92, Rugelio de la Croce offre à l'abbé du monastère de la Gorgone deux champs, désignés per nomina et locis suis.
L'habitat de Croce se situait dans l'ancienne pieve de Rosolo, dans le Nebbio, à l'ouest du castrum de Biguglia. Il donne son nom à un lignage documenté dès le milieu du XIIe siècle, et au château, qualifié de castrum en 1247, érigé sur une hauteur facilement défendable à quelques centaines de mètres du village souche. Le castello de Croce est un château sans tour ; sa partie sommitale est occupée par un abri sous roche muré. Sa terrasse occidentale isolée est protégée par des à-pics rocheux.
Le château de Croce ainsi que celui de Patrimonio, sont cités dans le serment de fidélité prêté en 1247 par les seigneurs de Bagnaia à la Commune de Pise. Le premier était tenu par une famille du même nom alors que le second n'appartenait qu'en partie aux seigneurs de Bagnaia. En 1247, les seigneurs de Croce font allégeance à ceux de Bagnaia qui possèdent également un tiers du castrum de Patrimonio.
Dans le cas du serment de 1247 il est écrit : castrum de Cruce cum omnibus suis villis, et pertinentiis, et hominibus, et personis. Il est occupé par les homines, les hommes du seigneur, ses vassaux. Ils sont assujettis au château, et sont tenus de faire la guerre avec Alberto et tous les suprascripti nobiles contre les ennemis, présents et futurs de la commune de Pise.
Par le serment de fidélité juré le 12 août 1289, Giovanninello se rallia à Gênes. L'acte par lequel il cédait l'ensemble de ses possessions, puis les reprenait en fief, énumère les fortifications qui sont sous son contrôle : Patrimonio, Montemagna, Poggio Pinzutu, Croce, Montaioni (Montaggione), Tuda, Longhetta, Petraloreta, San Damiano, Brumica, Pureto, Montebello, Petradibugna.

### Castello de Stella
Le castrum de Stella a été construit à 1 054 m d'altitude, sur le sommet de la chaîne montagneuse éponyme qui surplombe le village de Borgo Bagnaia, berceau de la famille des Bagnaia. Perchée sur un piton rocheux, la fortification exerce le contrôle d'une vaste région. Stella se présente comme une crête irrégulière d'une cinquantaine de mètres de longueur où prennent place la tour et au moins un logis.
Des études archéologiques ont montré que le castrum a été édifié avec des pierres et chaux « in situ », et des lauzes provenant de moins d'un kilomètre. Le donjon de Stella présente une construction soignée, avec des trous de boulins maçonnés. L'épaisseur des murs de la tour varie entre 1,05 - 1,20 m. Les faces ouest et nord, exposées au mistral, sont les plus érodées.
Situé à proximité du palatium de Borgo Bagnaia et mentionné au début de la liste, li appartient très probablement directement aux Bagnaia.

### Autres fortifications
En 1289, les actes d'allégeance à la commune de Gênes font état de trois nouveaux châteaux et d'une distribution du sol bien différente. Montebello et Petrabugno sont des possessions de Giovanninello de Loreto, tandis que Belgodère est sous le contrôle d'un seigneur de Bagnaia. L'archéologie atteste l'existence d'une quatrième fortification, celle de Lavasina, qui n'est mentionnée dans aucun document antérieur au XIVe siècle et qui appartient alors aux Avogari. La topographie permet de mieux comprendre les raisons de l'apparition de tous ces châteaux en moins d'un demi-siècle. Montebello est situé sur un petit éperon rocheux, à 2 km et bien en vue de Furiani, qui surplombe de quelques mètres la route est-ouest qui relie le Nebbio et la Marana. C'est une position centrale, au point de contact des pièves d'Orto et de Patrimonio. Le castrum de Petrabugno est également construit sur une très petite butte d'éperon, à quelques mètres du chemin en corniche qui conduit vers le Cap Corse. Il ne peut communiquer visuellement avec Montebello mais assure, en revanche, le contrôle du mouillage de Cardo, situé à moins de 2 km du château. Il s'agit, avec l'anse de Figaiola (Ficajola), de la première zone d'accostage sûr après le long littoral sableux et rectiligne de la côte orientale, mais il est aussi l'un des points d'embarquement les plus proches de la côte italienne. Pourtant, l'intérêt stratégique du site ne se limite pas là. Il faut considérer aussi que, comme Montebello, il a été construit à une très faible distance de la frontière entre deux pièves : celle de Lota et celle d'Orto. Enfin, tout au nord, le castello de Lavasina occupe une situation similaire aux trois précédents : il est implanté sur une petite butte en limite de deux pièves, en position dominante par rapport à la route principale toute proche. Comme le castrum de Petrabugno, il contrôle un mouillage. 

## La disparition des Bagnaninchi
En 1247, en gage de sa fidélité envers Pise, Alberto de Bagnaia remet six châteaux situés à l'intérieur de sa terra, de loco dicto Lavasina usque ad Limone, et a fauce de Gaulo usque ad locum dictum Locca sive Loccia, qui sont immédiatement rétrocédés en fief : les châteaux de Biguglia et de Stella, la forteresse de Patrimonio, et trois autres qui portent le nom de trois lignages alliés : Furiani, Croce et Montechiaro.
Selon Giovanni della Grossa, Giovanni Bagnaninco eut beau faire tous es efforts et se faire appuyer par les Aschesi de Furiani pour combattre les Avogari et les Loreto, à la fin il dut céder et se retirer à Belgodère, où il fit construire un château pour les empêcher de faire des incursions dans le pays. Effectivement, pour contrer cette avancée, les Bagnaia édifient, entre 1248 et 1289, la nouvelle fortification de Belgodère qui est le pendant de Petrabugno, de l'autre côté de la frontière. Elle est située sur une belle colline, à 2,7 km du château précédent, à 2,8 km de Montebello et à 800 m de l'anse de Figaiola. Très vite un bourg s'y développe. 
Ainsi, en 1289, la limite septentrionale de la seigneurie de Bagnaia s'est déjà déplacée vers le sud. La position fortifiée la plus au nord est alors Belgodere. Elle assure la défense de la nouvelle frontière afin d'empêcher la progression des assaillants vers le sud. À l'ouest, le castrum de Montebello constitue une sorte de trait d'union entre la vieille seigneurie du Nebbio et les nouvelles conquêtes de l'est. Mais il est aussi une menace pour Furiani et, peut-être, déjà un premier pas vers la plaine de la Marana et son étang, qui devait constituer un enjeu majeur dans ce conflit.